# اصغر ابراهیمی
اصغر ابراهیمی (زادهٔ ۱۲ فروردین ۱۳۶۱ - رشت) وزنه‌بردار ایرانی است که در دو المپیک 2004 آتن و 2008 پکن شرکت کرد. او در سال های 2005 و 2008 قهرمان باشگاههای آسیا شد و در بازی های آسیایی 2010 به مدال نقره رسید.

## عناوین بین اللملی
- بازی‌های آسیایی:
  -  ۲۰۱۰ گوانگژو
- مسابقات قهرمانی آسیا:
  -  ۲۰۰۵ دوبی
  -  ۲۰۰۸ کانازاوا
  -  ۲۰۰۹ قزاقستان
  -  ۲۰۰۳ چین
- بازی‌های غرب آسیا:
  -  ۲۰۰۵ دوحه

مسابقات باشگاههای آسیا
۲۰۰۶ نقره (چین)
۲۰۰۷ طلا (چین)
۲۰۰۹ طلا (ازبکستان)
۲۰۱۰ نقره (کره)
۲۰۱۱ طلا (ازبکستان)